# Winklerov slijepac
Winklerov slijepac (latinski: Anophthalmus winklerianus) hrvatska je endemična vrsta trčaka koja pripada rodu Anophthalmus.

## Vanjske poveznice
- Anophthalmus winklerianus Jeannel, 1926, BioLib
- Anophthalmus winklerianus Jeannel, 1926, Fauna Europaea